# Comuna Žabljak
Comuna Žabljak (în muntenegreană Opština Žabljak; chirilic: Општина Жабљак) este o diviziune administrativă de ordinul întâi din Muntenegru. Reședința sa este orașul Žabljak.

## Localități
- Borje
- Brajkovača
- Virak
- Vrela
- Gomile
- Gradina
- Dobri Nugo
- Žabljak
- Zminica
- Krš
- Mala Crna Gora
- Motički Gaj
- Ninkovići
- Novakovići
- Njegovuđa
- Palež
- Pašina Voda
- Pašino Polje
- Pitomine
- Podgora
- Pošćenski Kraj
- Rasova
- Rudanci
- Suvodo
- Tepačko Polje
- Tepca
- Šljivansko
- Šumanovac